# Wysel Gyr

Wysel Gyr mit Nella Martinetti (1975)

Wysel Gyr, eigentlich Alois Gyr (* 7. September 1927 in Zürich; † 12. Mai 1999 ebenda) war ein Schweizer Fernsehredaktor und -moderator. Sein Spezialgebiet war die schweizerische Volksmusik.

## Biografie
Die Eltern von Wysel Gyr waren Alois Michael Gyr (1898–1979) und Maria Juliana Kälin (1903–1971). Er war somit heimatberechtigt in Einsiedeln. Vater Alois war nach dem frühen Tod seines eigenen Vaters bei dessen Bruder Josef Meinrad und seiner Frau Maria Agatha Schönbächler in der Sagenmatte/Schönbächli, bei Willerzell am Sihlsee (Bezirk Einsiedeln), aufgewachsen. Die Eltern von Wysel Gyr heirateten 1925 in Einsiedeln und nahmen kurz darauf Wohnsitz in Zürich, wo Wysel Gyr zur Welt kam. Vater Alois arbeitete als Chauffeur. 
Wysel Gyr war von 1964 bis 1972 mit (Monika?) Bütikofer verheiratet. Mit ihr unternahm er "Kulturreisen", u. a. nach Ceylon, und drehte dabei Farb-Tonfilme. 
Wysel Gyr spielte selbst Akkordeon und war vor seiner TV-Karriere als Volksmusikant aktiv. Er hatte eine eigene Kapelle mit Handörgeli, singender Säge und Holzkisten-Kontrabass; das Ganze nannte sich "Wysel Gyr and his Old Shatterhand Babies". Wysel Gyr lernte Schriftsetzer, ein Beruf, der damals vielen Leuten den Weg zu den Medien ebnete. Auf zweitem Bildungsweg absolvierte er auch eine Journalistenausbildung. Nach 13 Jahren Tätigkeit als Schriftsetzer trat er 1961 als Ressortchef «Heimat» in die Dienste des neu gegründeten Fernsehsenders TV DRS. Wysel Gyr gestaltete und organisierte dort über 500 Sendungen, unter anderem zu landwirtschaftlichen und rätoromanischen Themen sowie Kommentare und Reportagen. Neben seiner Tätigkeit beim Fernsehen war Gyr auch als schreibender Journalist tätig, Beiträge und Kolumnen von ihm erschienen in diversen Zeitschriften. 1976 wurde er freier Mitarbeiter und betreute als solcher folkloristische Sendungen. Sein Hauptbereich war die traditionelle Ländlermusik, die er förderte wie kaum ein zweiter Fernsehredaktor. Wegen dieses Engagements wurde er von der Presse auch Ländlerpapst oder Folklorepapst genannt. Dabei kam ihm sein breites Wissen über die Volksmusik zugute. Auch nach seinem 65. Lebensjahr blieb er in den Diensten des Fernsehens DRS. 1995 wurde er von Kurt Zurfluh abgelöst. 
Gyr starb im Mai 1999 im Alter von 71 Jahren in Zürich.

## Auszeichnungen
1995 wurde Wysel Gyr mit dem Ehren-Prix-Walo ausgezeichnet. 1986 erhielt er für seine Verdienste um das Schweizer Volkstum den Goldenen Violinschlüssel in Zürich-Wiedikon.

## Zitat
Ländlermusig isch meh als nume düderle, örgele und uf d'r Bassgiige fienggse. Ein typischer Ausdruck aus seinem Repertoire als Fernsehmoderator.

## Sonstiges
Wysel Gyr unternahm gerne Weltreisen. Er war leidenschaftlicher Sammler und Archivar. In seiner Phonothek gabs rund 30'000 Schallplatten, jeder einzelne Titel war fein säuberlich katalogisiert. Auch war er ein Liebhaber von Pinguinen, er hatte über 4000 Einheiten. Mit dem Zoo Zürich schloss er 1995 eine Tierpatenschaft ab. Ein Königspinguin erhielt daraufhin den Namen Wysel.

## Videos
- Tod von Wysel Gyr. In: Schweizer Fernsehen vom 12. Mai 1999.
- By by Wysel Gyr. In: Schweizer Fernsehen vom 12. Mai 1999.